# Derolus rufimembris
Derolus rufimembris là một loài bọ cánh cứng trong họ Cerambycidae.